# 王正荣
王正荣（1955年2月—），四川成都人，汉族，中华人民共和国政治人物、第十一届全国人民代表大会四川地区代表。
毕业于华西医科大学生物医学工程专业。加入农工党。担任农工党四川省委副主委，四川省卫生厅副厅长。2008年起担任全国人大代表。2018年1月，当选第十三届全国政协委员。